# ديفون وايت
ديفون وايت (بالإنجليزية: Devon White)‏ (2 مارس 1964 بنوتنغهام في المملكة المتحدة - ) هو لاعب كرة قدم بريطاني في مركز الهجوم. لعب مع شروزبري تاون وكامبريدج يونايتد وكوينز بارك رينجرز ونادي بريستول روفيرز ونادي واتفورد ونوتس كاونتي وغرانتهام تاون ‏ وIlkeston F.C. ‏ ولينكولن سيتي أف سي وإيكستون تاون ‏ وناكسار ليونز ‏ وأرنولد تاون وشبشيد دينامو ‏ ونادي بوسطن يونايتد.

## وصلات خارجية
- ديفون وايت على موقع قاعدة بيانات كرة القدم.إي يو (الإنجليزية)
- ديفون وايت على موقع Soccerbase.com (لاعب) (الإنجليزية)
- ديفون وايت على موقع عالم كرة القدم.نت (الإنجليزية)